# لوتشيانو ليونيل كويلو
لوتشيانو ليونيل كويلو (بالإسبانية: Luciano Leonel Cuello)‏ مواليد 20 مايو 1984 في لابلاتا، بوينس آيرس، الأرجنتين، هو ملاكم محترف أرجنتيني يصنف ضمن فئة الوزن المتوسط.

## إحصائيات
خاض خلال مسيرته 39 نزالا، فاز في 35 ولم يتعادل وخسر في 4. فاز بالضربة القاضية في 17 نزالا.

## روابط خارجية
- لوتشيانو ليونيل كويلو على موقع بوكس ريك (الإنجليزية) (registration required)